# 根尾村立長嶺小学校能郷分校
根尾村立長嶺小学校能郷分校（ねおそんりつ ながみねしょうがっこう　のうごうぶんこう）は、かつて岐阜県本巣郡根尾村（現・本巣市）に存在した公立小学校。

## 概要
- 長嶺小学校の分校であり、現在の本巣市根尾能郷などが校区であった。
- 跡地は2019年現在、能郷集会所として使用されている。

## 沿革
能郷分校（能郷分教場）としての開校は1916年である。ここではそれ以前についても記述する。
- 1889年（明治22年）
  - 4月 - 能郷簡易科小学校として開校。宇津志村、水鳥村（一部）、大井村、能郷村の児童が通学。
  - 7月1日 - 宇津志村、高尾村、水鳥村、松田村、大井村、大河原村、能郷村が合併し、西根尾村が発足。
- 1891年（明治24年）10月28日 - 濃尾地震が発生。簡易小学校の建物が陥没、倒壊[1]。
- 1904年（明治37年）4月1日 - 東根尾村、西根尾村、中根尾村が合併し、根尾村が発足。
- 1905年（明治38年） - 仙厳尋常小学校に統合され、廃校。
- 1916年（大正5年）8月 - 長嶺尋常小学校能郷分教場として開校。尋常科1・2年の児童が通学する。
- 1919年（大正8年） - 尋常科1～4年の児童の通学となる。
- 1937年（昭和12年） - 長嶺尋常高等小学校能郷分教場に改称する。
- 1941年（昭和16年）4月1日 - 長嶺国民学校能郷分教場に改称する。
- 1944年（昭和19年）4月 - 初等科1～3年の児童の通学となる。
- 1947年（昭和22年）4月1日 - 根尾村立長嶺小学校能郷分校に改称する。
- 1957年（昭和32年） - 校舎を根尾村能郷西村267[注釈 2]に新築し、移転。
- 1971年（昭和46年）3月 - 廃校。